# 中国—哈萨克斯坦边界

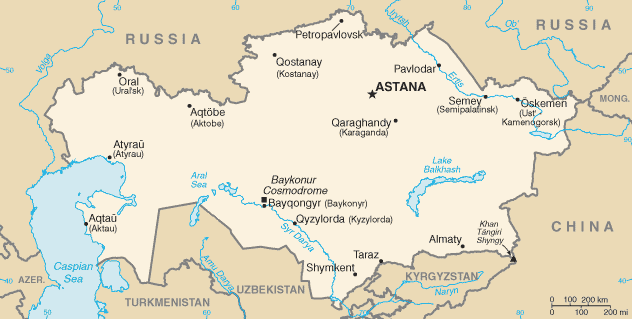
哈萨克斯坦地图，以东为中国

中国—哈萨克斯坦边界，简称中哈边界，是中国和哈萨克斯坦之间的国际边界。两国之间的边界线在很大程度上继承自苏联和中华人民共和国之间以及更早的俄罗斯帝国和清朝之间的边界；然而，它仅在20世纪末和21世纪初才被完全划定。根据已进行边界划定的国际边界委员会，边界长1,782.75 km（1,107.75 mi）。

## 历史

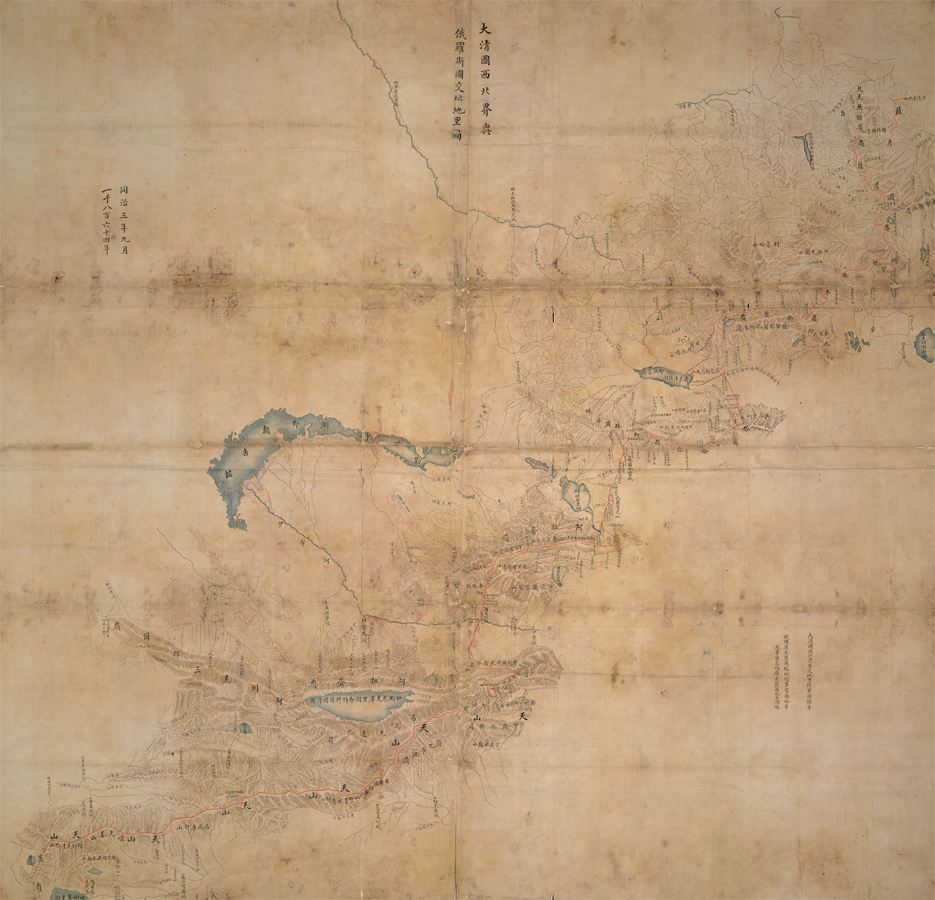
中俄勘分西北界约记（1864 年）中规定的中俄边界。今天的中哈边界/中吉边界基本沿用了这个协议中设定的线，只有很小的变化。

边界的起源可以追溯到 19 世纪中叶，当时俄罗斯帝国扩展到中亚并能够建立对斋桑泊地区的控制。 1860年的北京条约划定了俄罗斯帝国与清朝的边界，与今天的中国—哈萨克/吉尔吉斯/塔吉克边界没有太大区别。根据中俄勘分西北界约记 （1864年）和《乌里雅苏台条约》（1870年）划定的实际边界线，将斋桑泊留在俄罗斯一侧。清帝国在伊犁盆地的军事行动瓦解了同治陕甘回乱。在平定回乱，和左宗棠收复新疆后， 伊犁条约（1881 年）和一系列后来的协议，俄罗斯和清朝在伊犁河流域的边界进一步小幅调整有利于俄罗斯。1915 年签署了更精确地划定伊犁河河谷和阿拉套山(准噶尔阿拉套)地区边界的协议。
边境的最南端（即现代中国—塔吉克斯坦边界的南半部）仍未划定界限，部分原因是英国和俄罗斯在中亚争夺主导地位的持续竞争被称为大博弈 ；最终，两国同意阿富汗仍将是他们之间的独立缓冲国，阿富汗的瓦罕走廊于 1895 年建立。中国不是这些协议的缔约方，因此中俄边界的最南端仍未确定。
在辛亥革命和国共内战以及十月革命和俄国内战之后，中俄边界成为中苏边界。在约瑟夫·斯大林从第一个五年计划开始的集体化和定居化政策并导致 哈萨克斯坦大饥荒，大批来自苏联中亚的游牧民族越过边境逃往新疆。然而，中国和苏联当局并不总是就边界线在地面上的位置达成一致，这尤其导致了 1969 年 8 月在扎拉納什科利湖/鐵列克提附近發生的中蘇邊境衝突。
1993年10月，哈萨克斯坦总统努尔苏丹·纳扎尔巴耶夫首次访问中国。会谈中，中国方面完全同意纳扎尔巴耶夫提出的开始划定两国边界的提议，并加强两国在边境地区的信任。中国领导人江泽民在会谈中表示，中国不对哈萨克斯坦提出任何领土要求，边界问题将作为历史遗留问题处理，而这只有通过谈判途径才能解决，且必须遵循双方平等、妥协和相互让步的原则。
哈萨克斯坦独立后，与中国谈判边界条约，1994年4月26日在阿拉木图签署了《中华人民共和国和哈萨克斯坦共和国关于中哈国界的协定》，1995年6月15日由哈萨克斯坦总统努尔苏丹·纳扎尔巴耶夫批准。根据条约，1969年苏联和中国争夺的扎拉纳什科利湖以东的狭长丘陵地带已被承认为中国的一部分。
为了更准确地划定边界的某些小部分，1997年9月24日和1998年7月4日签署了附加协议。在接下来的几年里，联合委员会在当地划定了边界。根据委员会的协议和地图，两国的边界线是1782.75公里长，包括1215.86公里陆地边界和566.89公里的边界线沿着（或穿过）河流或湖泊延伸。委员会的工作记录在几个联合协议中，最终于2002年5月10日在北京签署了协议。
2011年，在霍尔果斯市边境开放了一个跨境自由贸易区，以促进中哈贸易。 两国边防部门定期举行会晤，有时甚至进行联合边境巡逻。

## 跨境

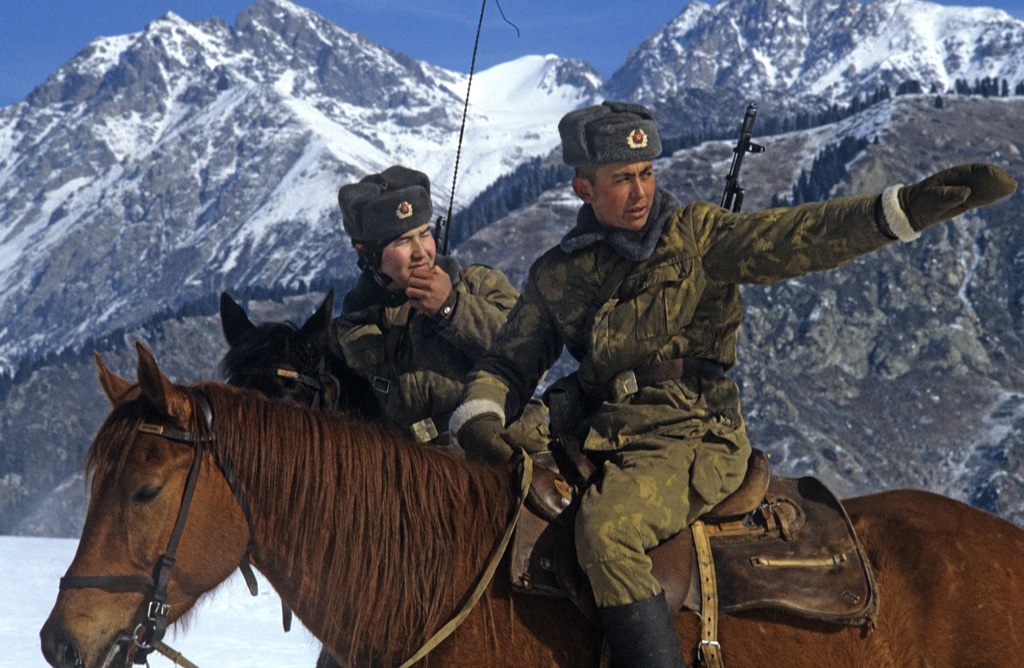
1984年苏联边防军巡逻霍尔果斯市附近的苏中边界（今日的哈萨克斯坦-中国边界）

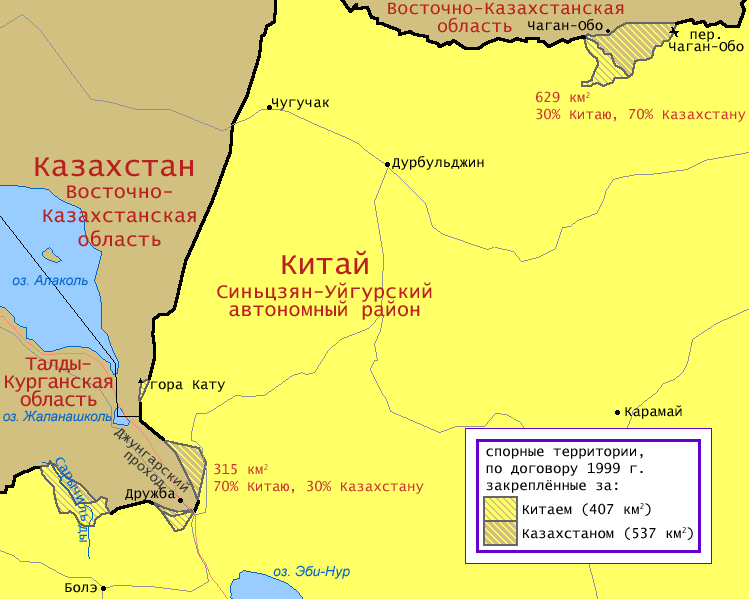
哈萨克斯坦和中国边界的变化

- Maikapchagai  (哈萨克斯坦) － 吉木乃县 (中国) （公路： M-38 、 S319）[12]
- Bakhty (哈萨克斯坦) － 塔城市(中国) （公路： A-356 、 S221）[13]
- 多斯特克（哈萨克斯坦）－阿拉山口市 (中国) （公路： 欧洲E014公路（英语：European_route_E014） 、 G3018(精河－阿拉山口高速公路) / 铁路：北疆铁路）[13]
- 霍尔果斯 (哈萨克斯坦) －霍尔果斯市 (中国)（公路： 欧洲E012公路 、 G30(连霍高速公路) / 铁路：精河-伊宁-霍尔果斯铁路） [13]
- Kolzhat (哈萨克斯坦)－都拉塔 (中国) （公路： A-352 、 S313）[13]

## 边界附近的定居点

### 中国
- 塔城市
- 霍城县
- 霍尔果斯市

### 哈萨克斯坦
- 多斯特克
- 霍尔果斯（哈萨克斯坦）
- 納林科爾（英语：Narynkol）
- Alekseyeva
- Taunchang
- Akshoky
- Bakhty
- Sumbe
- Almaly
- Sarybastau
- Kolzhat

## 历史地图

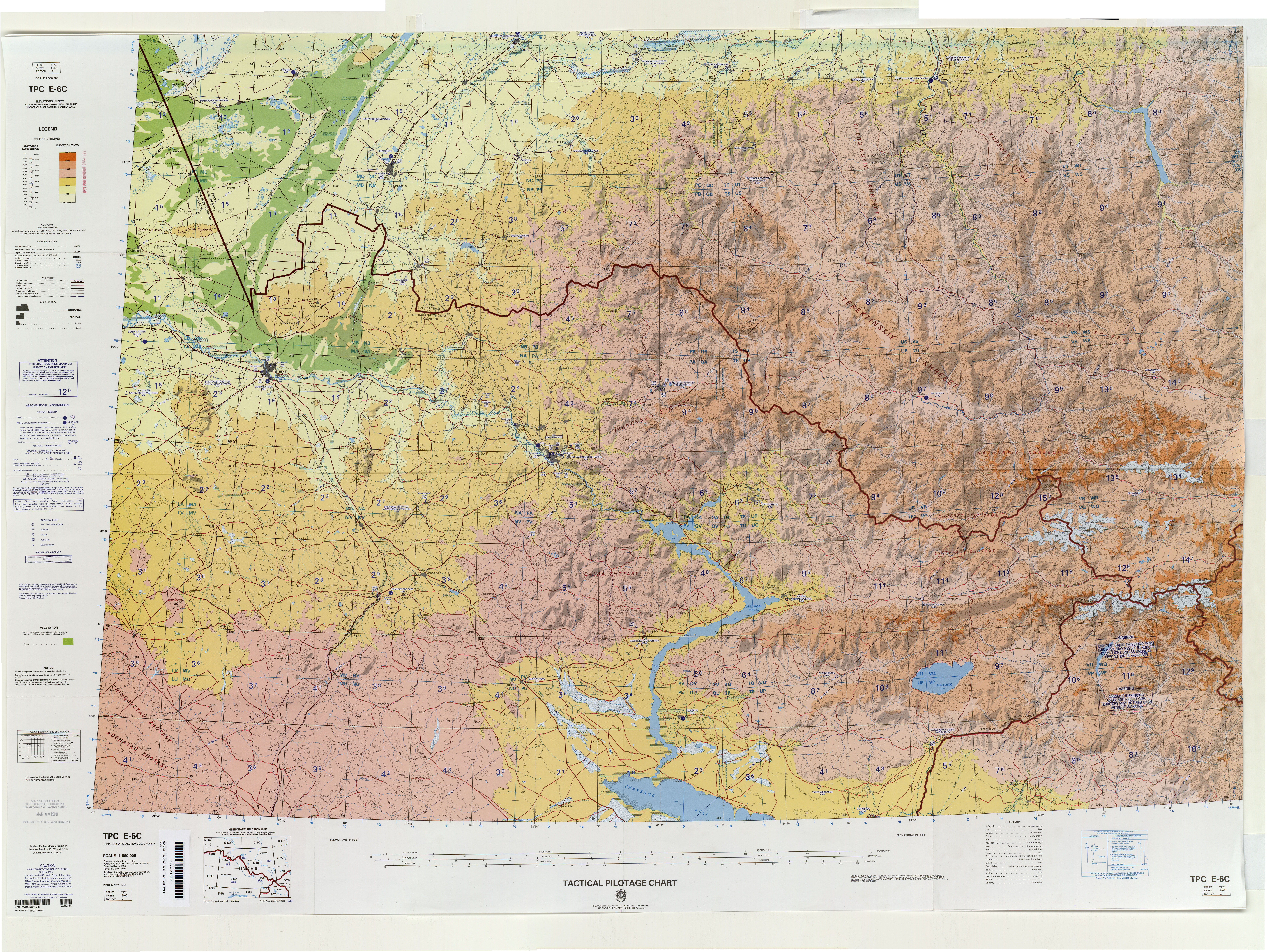
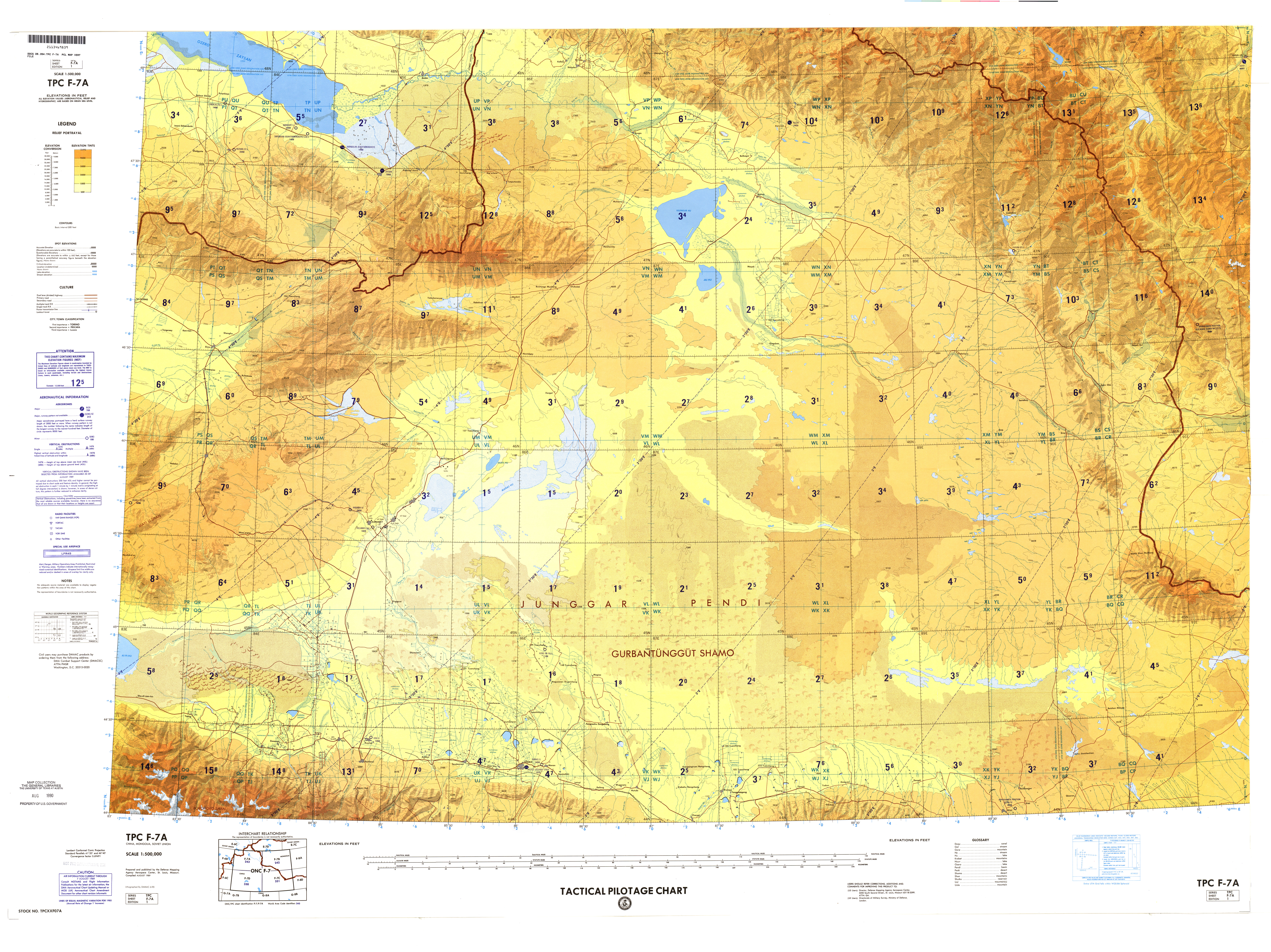
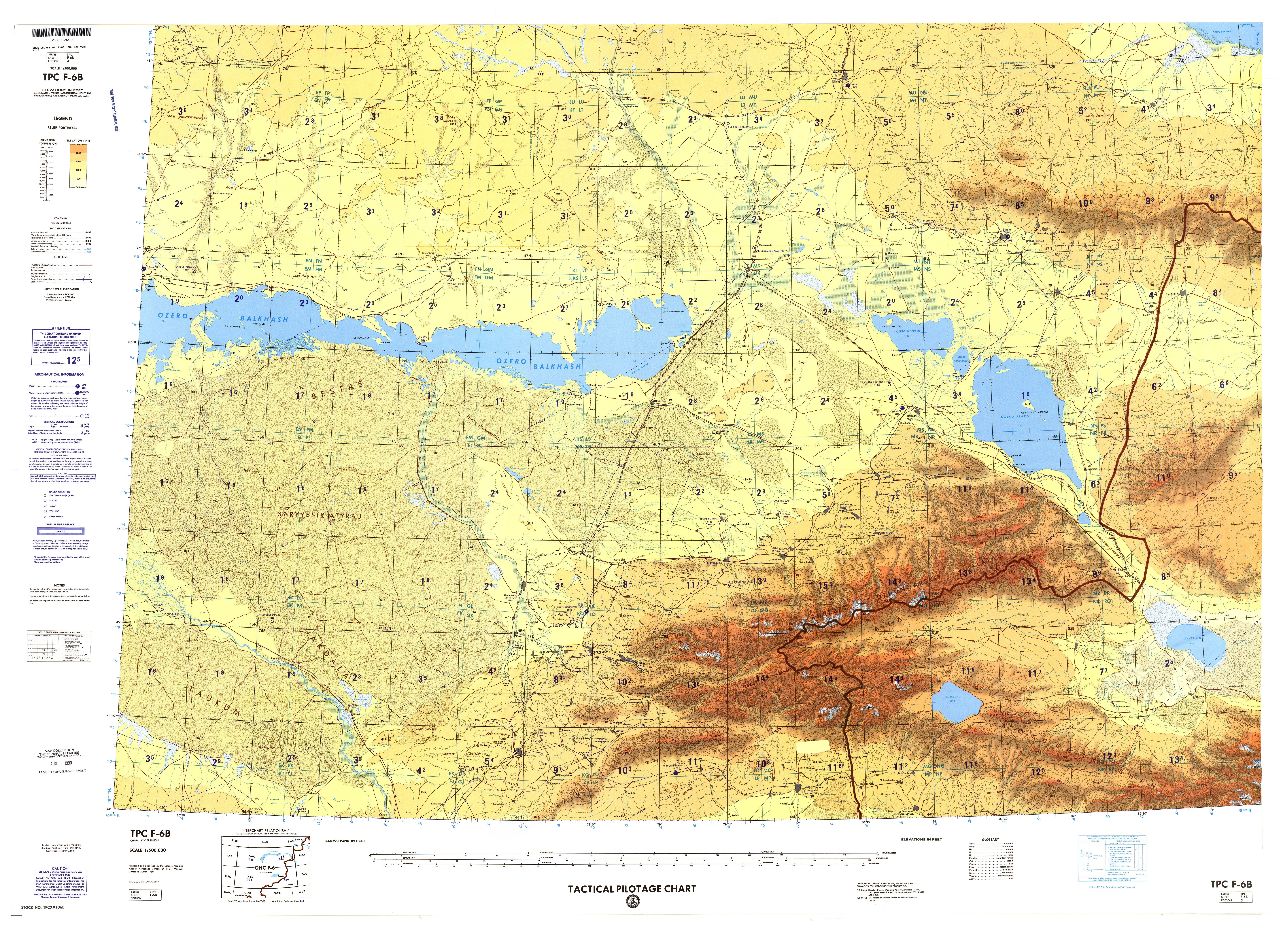
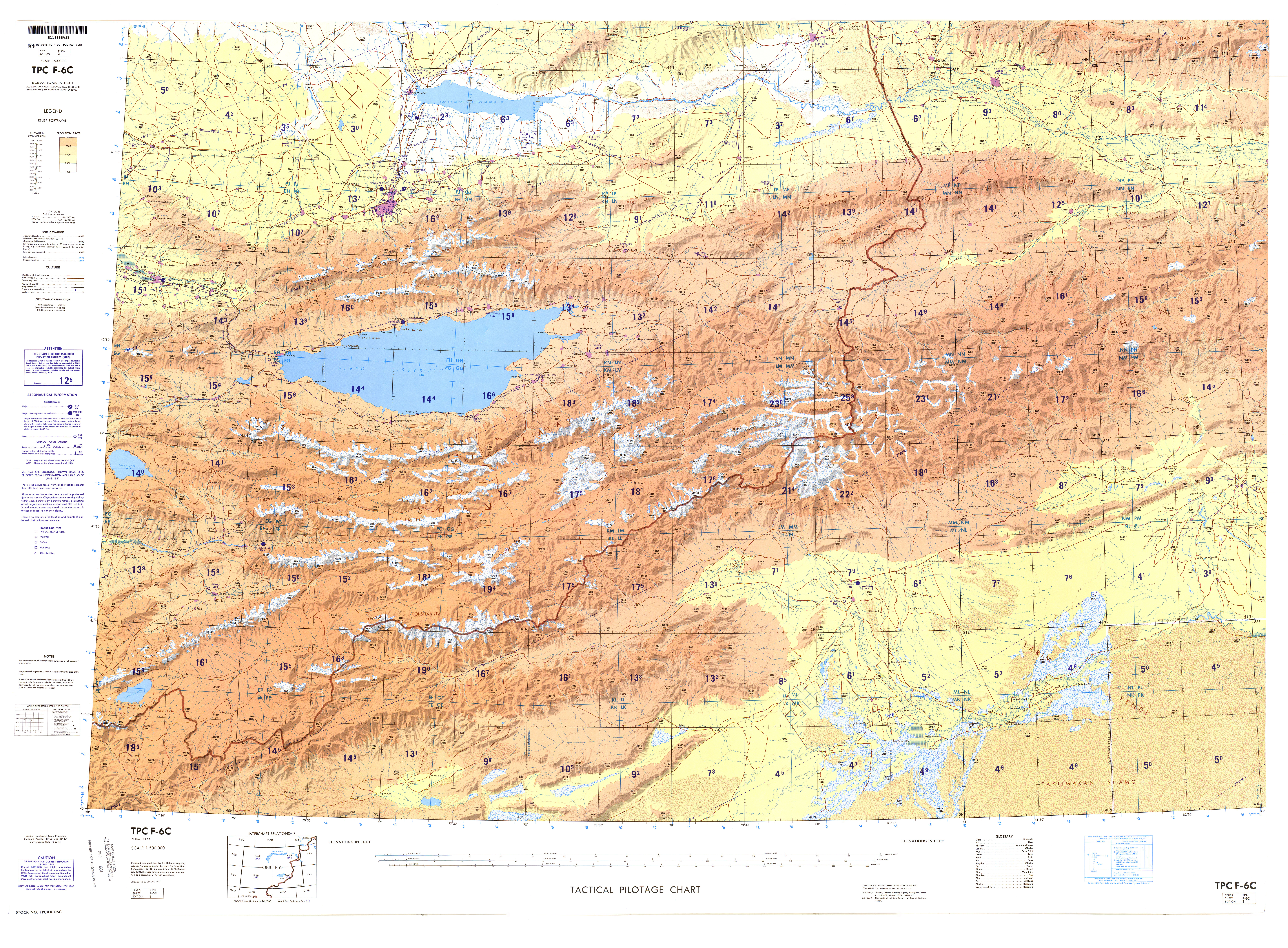

20世纪中后期中国—哈苏维埃社会主义共和国边界从北到南（西到东）的历史地图：
世界国际地图：

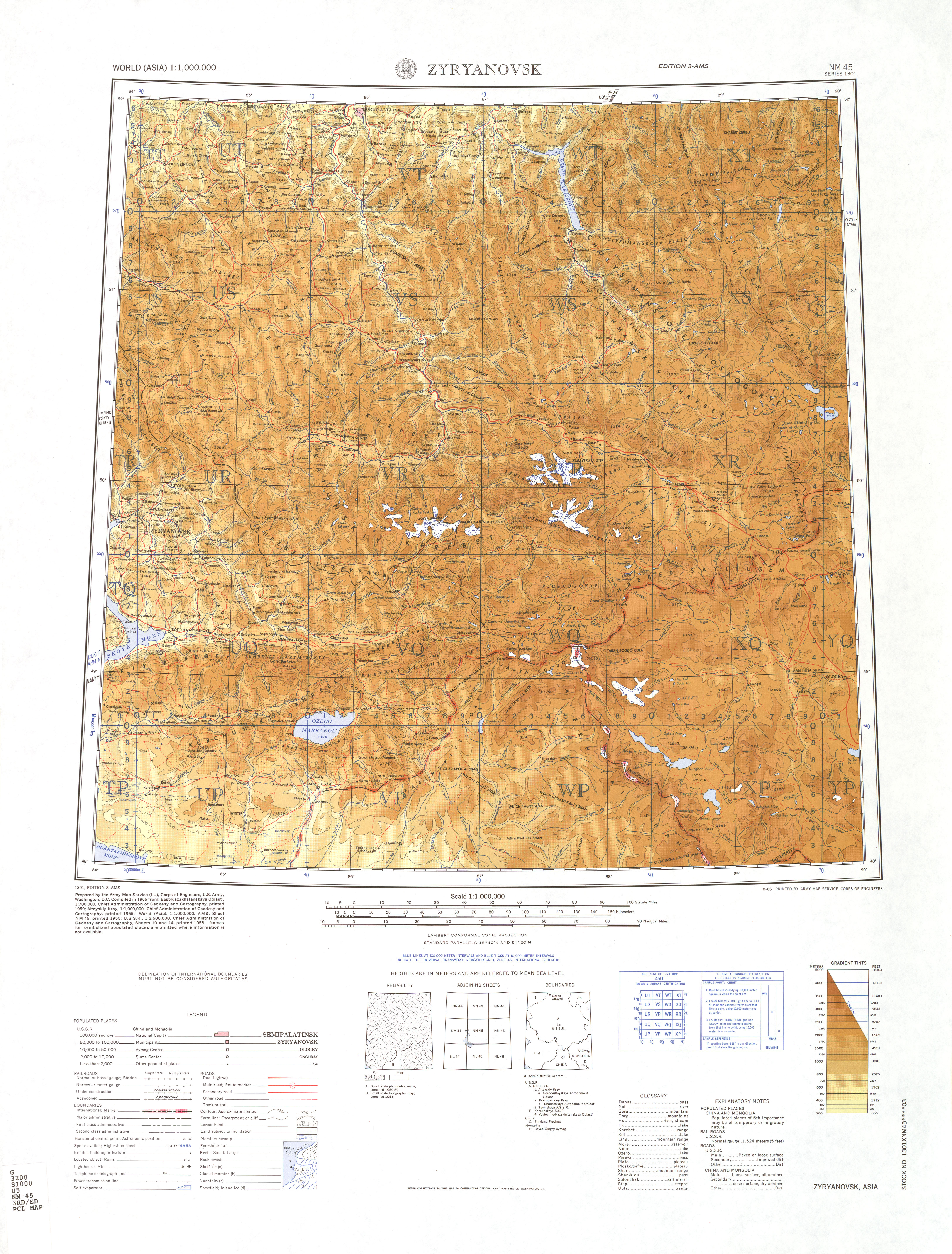
鄰近阿勒泰镇
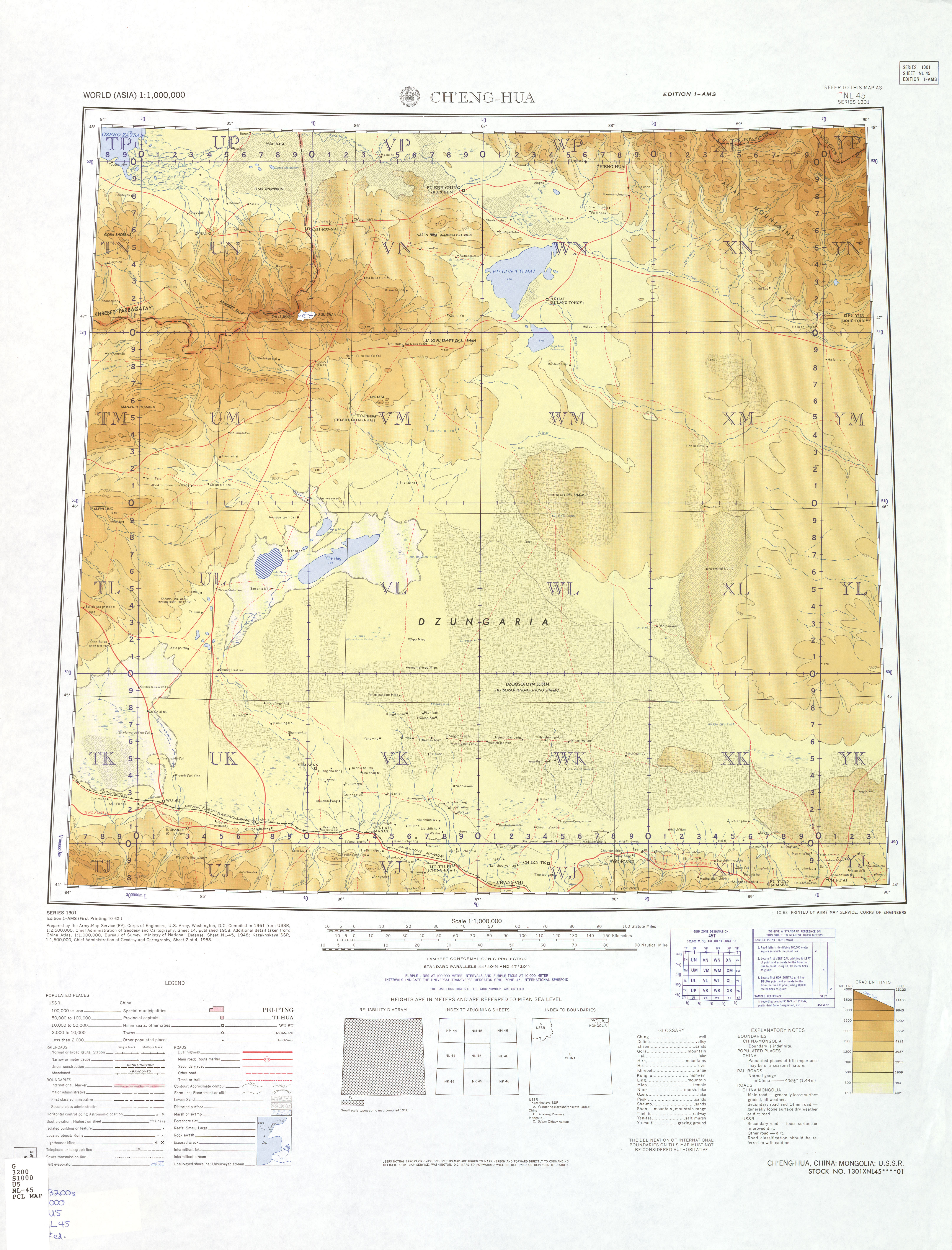
鄰近阿勒泰市
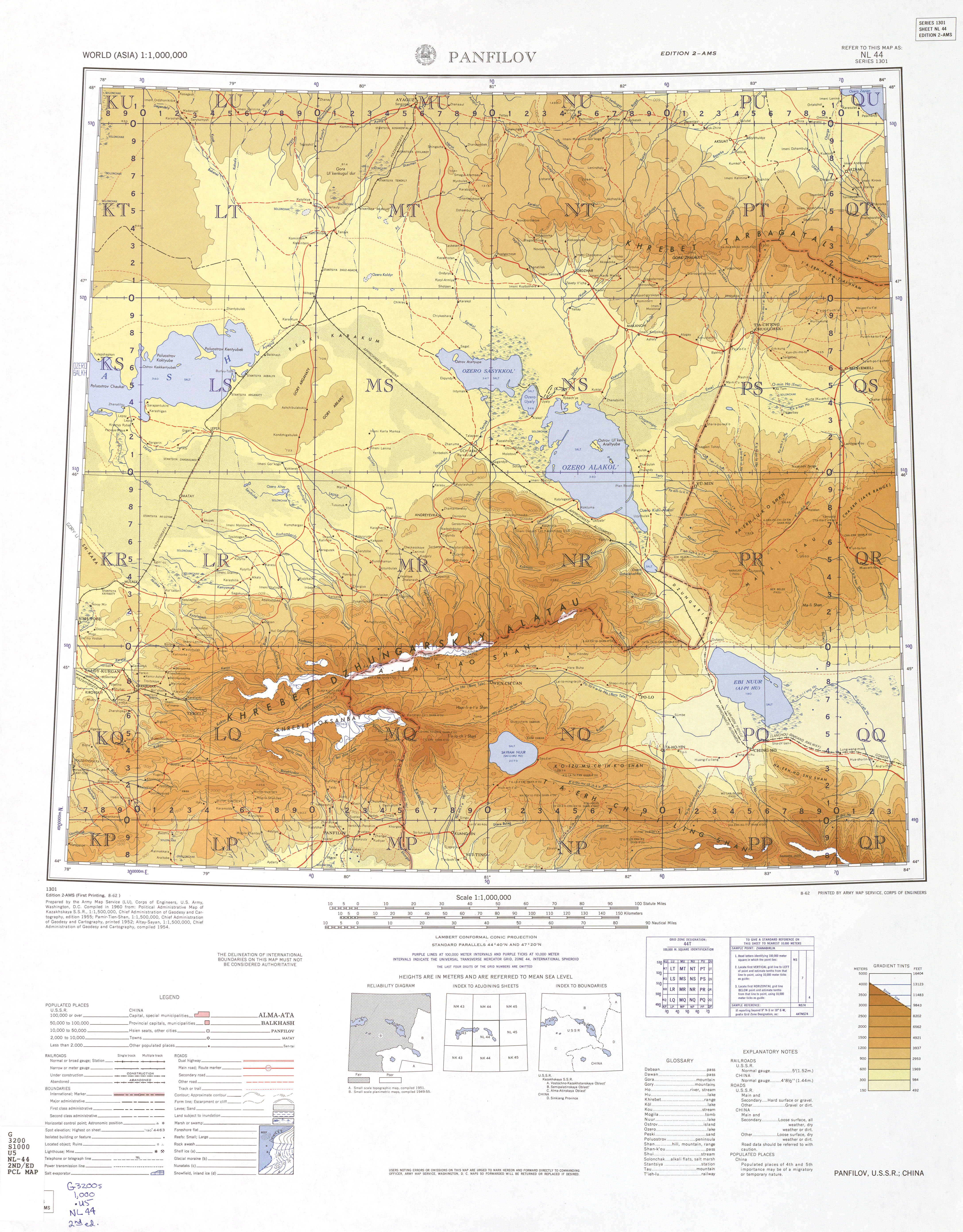
鄰近扎爾肯特
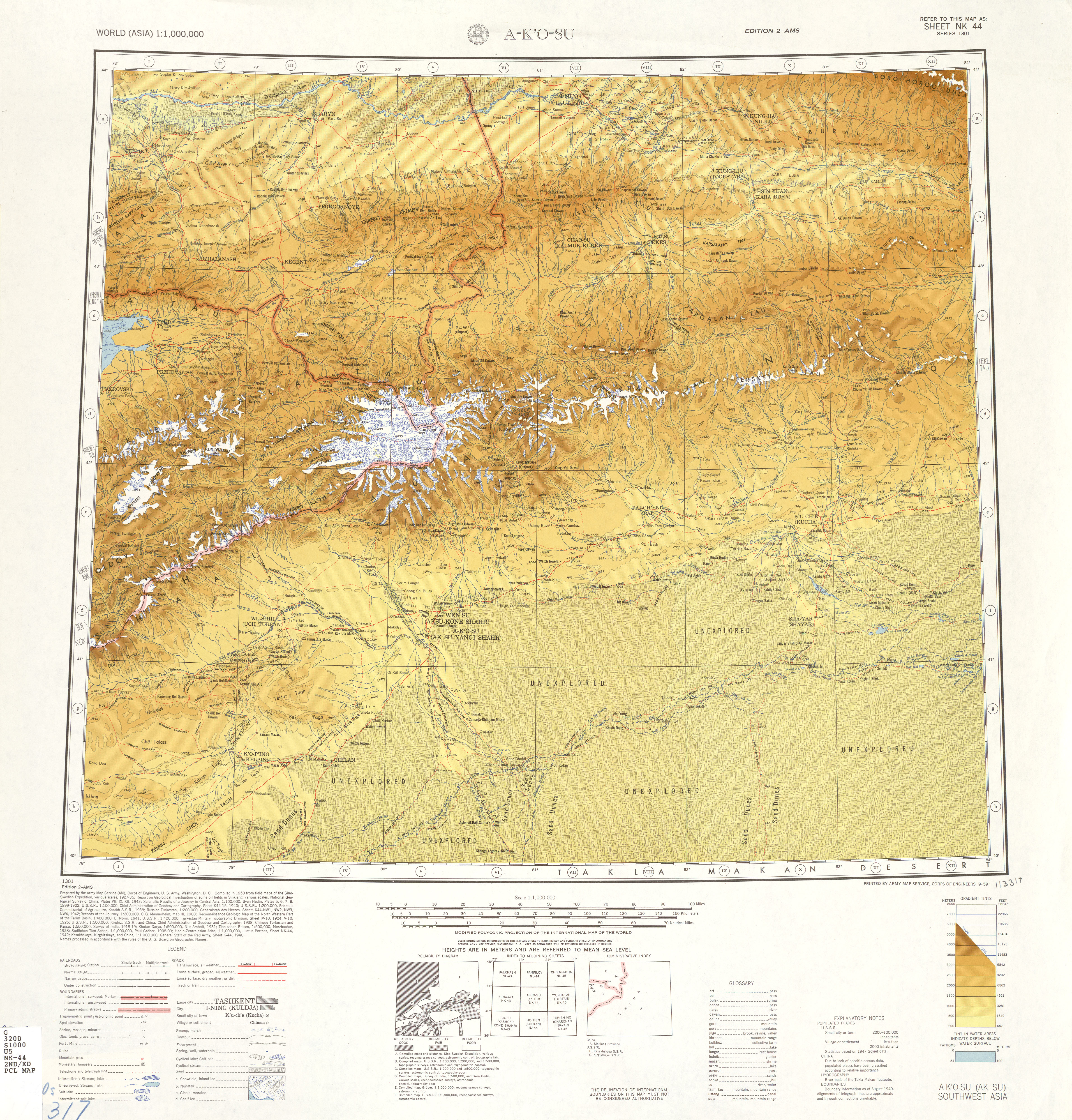
鄰近阿克苏市

操作导航图：

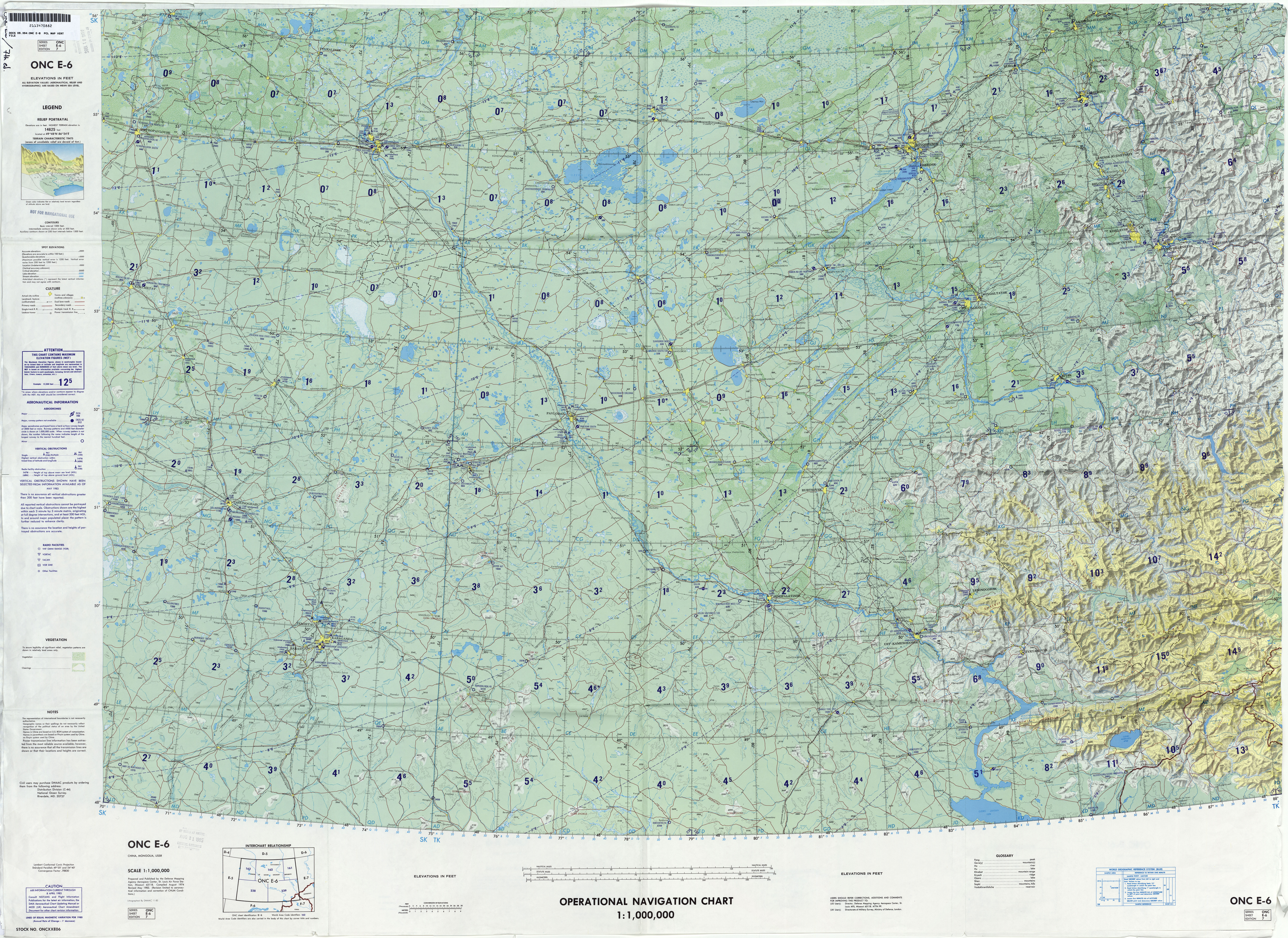
俄罗斯
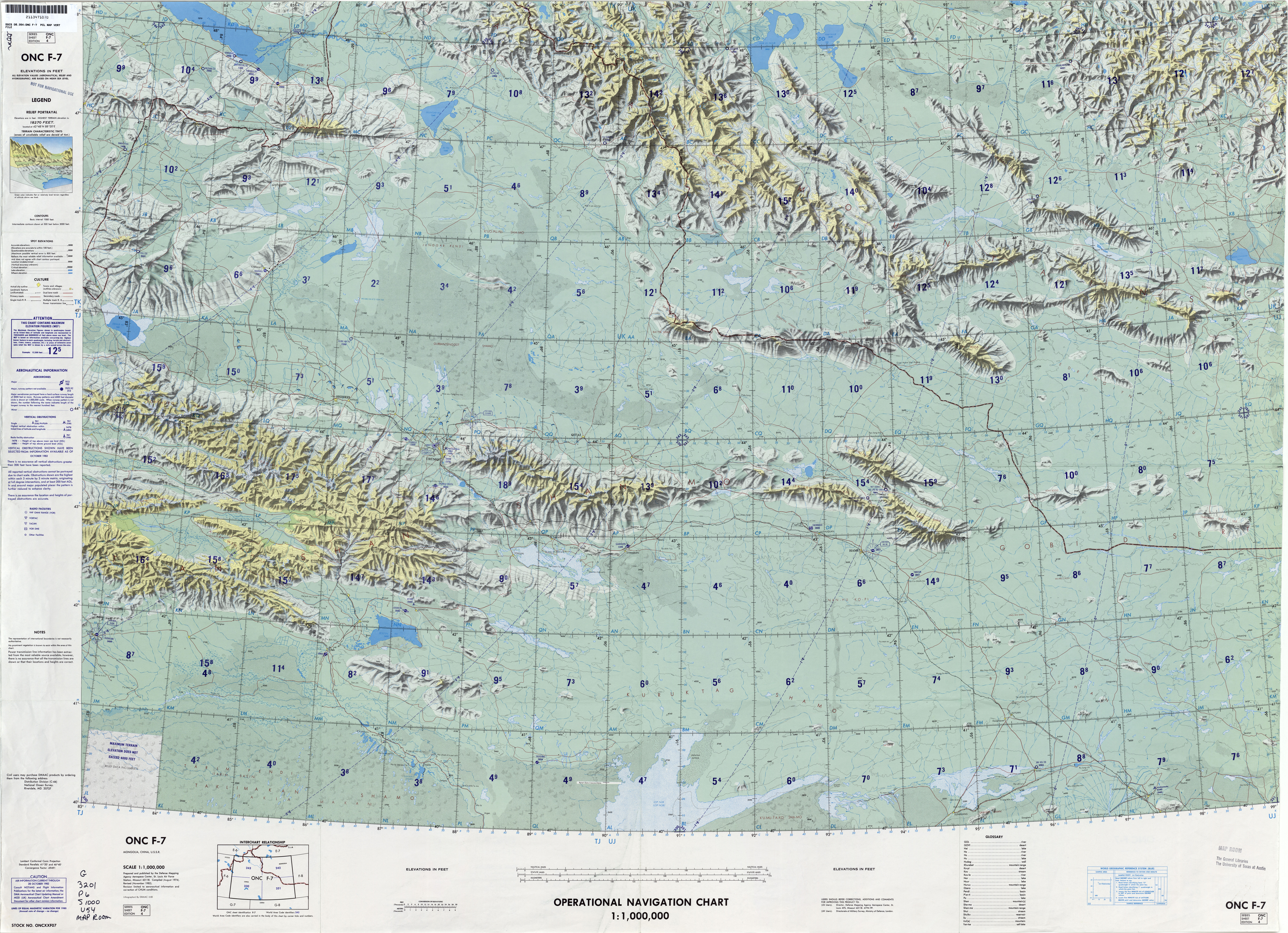
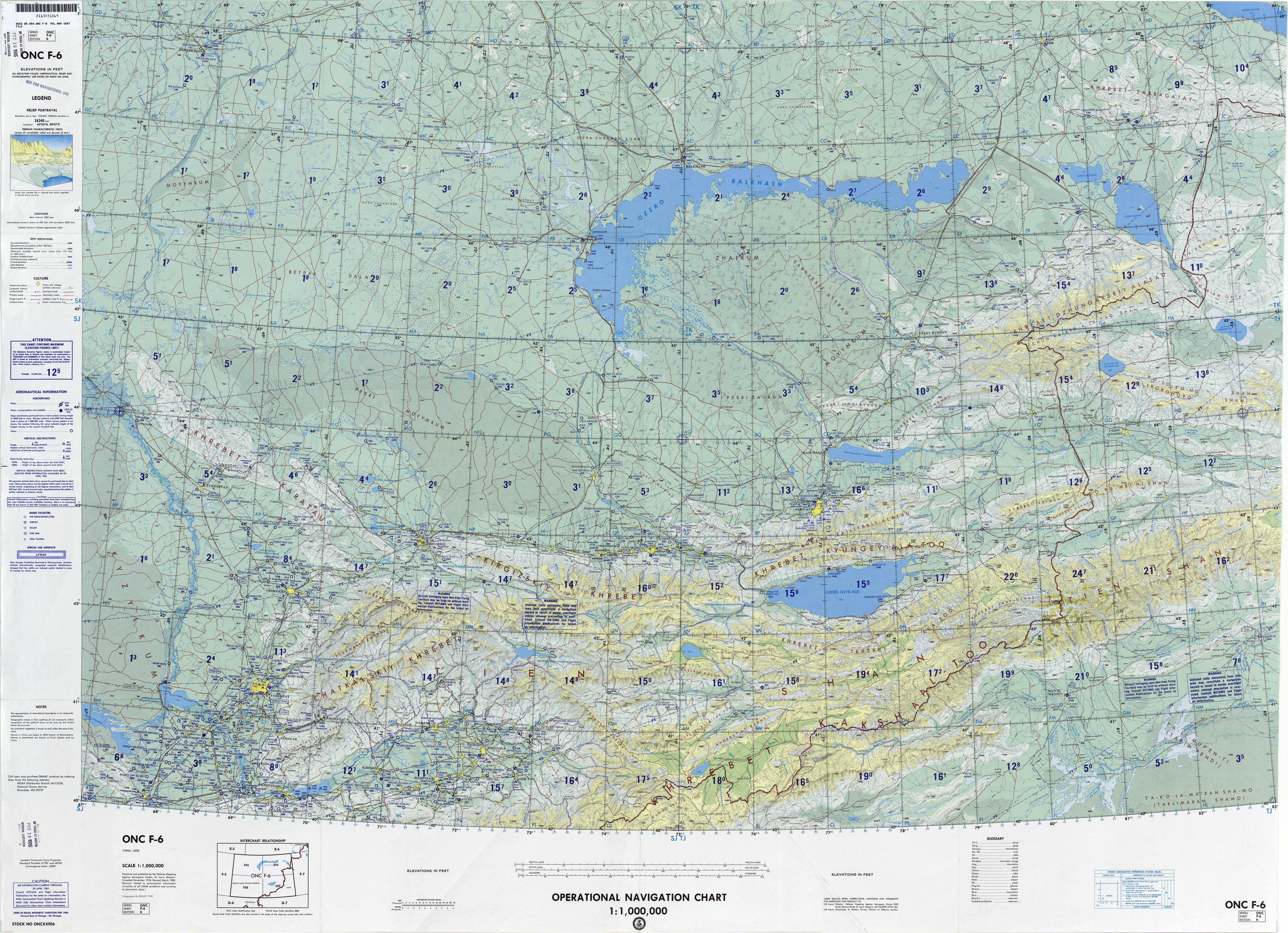
吉尔吉斯斯坦

战术引航图：

## 参見
- 中国—哈萨克斯坦关系
- 哈萨克斯坦共和国国家安全委员会边防局（英语：Border Service of the National Security Committee of the Republic of Kazakhstan）